# Alexander von Zagareli
Alexander Anton von Zagareli (em georgiano: ალექსანდრე ანტონის ძე ცაგარელი; Kaspi, 9 de dezembro de 1844 – 12 de novembro de 1929) foi um linguista georgiano. Foi professor da Universidade Estatal de São Petersburgo e cofundador da Universidade Estatal de Tiblíssi.

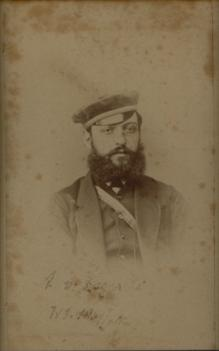
Alexander von Zagareli

Estudou na Universidade de Tübingen, Universidade de Viena, Universidade de Munique e Universidade Estatal de São Petersburgo, onde obteve a habilitação aos 27 anos de idade. Nicholas Marr foi um de seus mais famosos alunos. Zagareli permaneceu no departamento de lingua georgiana durante mais de meio século, até retornar para a Geórgia em 1922. Com quase 80 anos de idade deixou a Rússia para assumir um cargo acadêmico na Universidade Estatal de Tiblíssi.
Morreu em Tiblíssi, onde foi sepultado no Pantheon de Mtatsminda.

## Honrarias
- Ordem de Santo Estanislau, primeira classe